# Guido Memo
Guido Memo (Republiek Venetië, 14e eeuw – Venetië, 1438) was een prelaat in de republiek Venetië. Hij was achtereenvolgens bisschop van Pula (1383-1409) in de Venetiaanse kolonie Kroatië en bisschop van Verona (1409-1438). In Verona was Memo bezig met het Westers Schisma, zowel tijdens het schisma als nadien.

## Levensloop

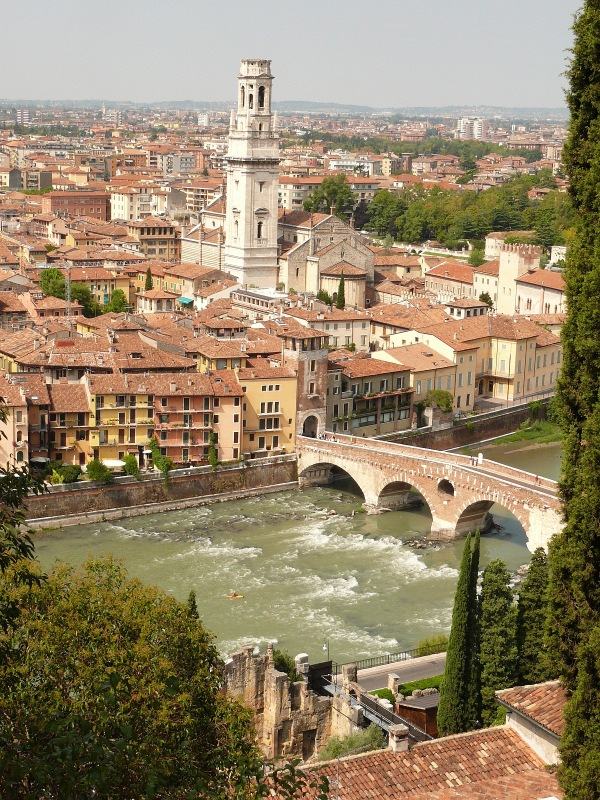
Zicht op Verona, Italië

Memo groeide op in een patriciërsfamilie in de republiek Venetië. Vanaf 1383 bekleedde hij de bisschopstroon van Pula in Kroatië.
In het Westers Schisma hield de republiek Venetië als politieke lijn aan gehoorzaamheid aan de tegenpaus in Avignon. In 1409 besliste tegenpaus Alexander V dat Memo bisschop moest worden in Verona. Verona lag in het Noord-Italiaanse hinterland van Venetië en was nog maar Venetiaans grondgebied sinds haar overgave aan Venetië in 1405. De bestijging van de bisschopstroon in Verona verliep moeilijk voor Memo. De Veronese Kerk had de kant van de legitieme paus in Rome gekozen in het Westers Schisma. Verschillende kapittelkerken en kloosterkerken moesten van bisschop Memo overgaan tot gehoorzaamheid aan de tegenpaus in Avignon. Tegenpaus Alexander V stierf een jaar later in 1410. Memo slaagde erin om de Veronese Kerk trouw te zweren aan diens opvolger in Avignon, tegenpaus Johannes XIII. De kanunniken van de kathedraal toonden zich tevreden met deze ommezwaai nadat ze twee bullen uit Avignon met gunsten hadden ontvangen. Johannes XIII verbleef in Verona in 1414 op zijn reis naar Konstanz; bisschop Memo ontving hem met de nodige eer. Het Concilie van Konstanz zette Johannes XIII een jaar later af (1415).
Het Westers Schisma eindigde met de komst van paus Martinus V in Rome. Bisschop Memo zette administratief orde in de verschillende kapittels en kloosters om de gehoorzaamheid aan Rome te herstellen. Pauselijke privilegies over bepaalde kerken in Verona herstelde hij. Hij liet nieuwe kloosterordes hun intrek in Verona nemen. Aan de benedictinessen die hun klooster moesten verlaten voor een Venetiaanse troepenmacht, wees hij een ander gebouw toe.
Memo stierf in Venetië in 1438, niettegenstaande hij de meeste tijd verbleef in Verona. Hij werd begraven in een zijkapel van de kathedraal van Verona; bij testament werd een jaarlijks bedrag uitgekeerd om hem in de kapel te herdenken.